# Harald Klak
Harald Klak (IX wiek: ok. 800 – 842 lub 854) – historyczny władca Jutlandii, z okresu sprzed zjednoczenia Danii. Syn Røreka. W latach 812-813 Harald rządził razem z bratem Regindfridem, a w okresie 819-27 razem z braćmi Annulem i Hemmingiem.
Według sag islandzkich Harald był ojcem Tyry Danebod (żony Gorma Starego i matki Haralda Sinozębego) oraz Godfreda II i Rudolfa (Rodulfa).
Harald zapobiegł jedynej próbie podbicia Danii przez Franków. W roku 826 pod wpływem misji biskupa Ansgara jako pierwszy władca skandynawski przyjął chrześcijaństwo (w Moguncji). W 827 opuścił Danię i osiadł we Fryzji.
Znaczenie przydomka jest nieznane; prawdopodobnie jest obraźliwe.